# 伊斯

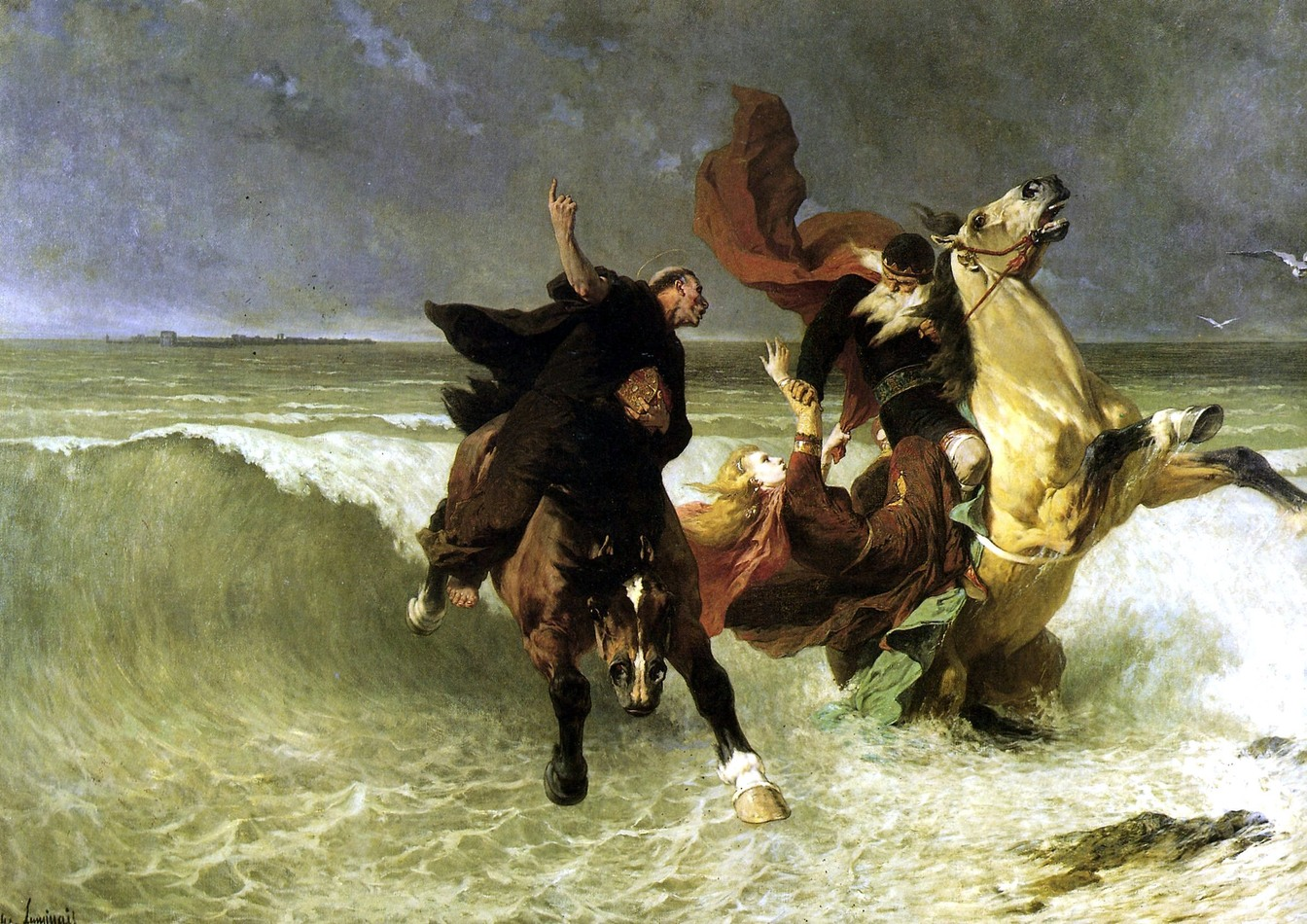
《格拉德隆國王的逃亡》，1884年由E. V. Luminais绘制，现存法国坎佩尔美术馆

伊斯，是一個在神話中出现的城市，建立在布列塔尼半島杜瓦讷内湾，后来被海洋吞噬。
傳說，布列塔尼國王在杜瓦讷内湾興建了一座緊靠海岸的美麗城市，因為他有一名非常喜愛海洋美麗的女兒妲胡特 (Dahut)，為了讓她達成她的希望，國王聘請了技術人員。將城市建造在了低於海平面地方，並用一座大門防止海水湧入，只有低潮時才會開啟城門，以便船只通過。
布列塔尼國君的技術與美麗海景，令布列塔尼人民非常驕傲，他們賦予了這座城市一個神秘的名字--“伊斯”，布列塔尼語的意思是“在低矮於海面之城”。
它曾是歐洲最美麗、最驚艷的城市，但國王任性的女兒妲胡特終日尋歡作樂，每晚召集男船員宴會，選擇當晚的男性伴侶，戴上黑色面具，次日早晨黑色面具會絞殺前夜男性情人，導致這里逐漸淪為罪惡之都。某日，邪惡的化身而成帥氣的騎士欺騙了妲胡特，誘騙她偷走了國王脖子上的鑰匙，讓她在漲潮時期打開城門，城市被海洋吞噬，國王在吞噬城市海浪中狼狽逃亡，城市不復存在。

## 延伸阅读
- Guyot, Charles. The Legend of the City of Ys, Amherst, Mass.: University of Massachusetts Press, 1979.
- MacKillop, James. Myths and Legends of the Celts, London ; New York : Penguin Global, 2005, pp. 299–302.  ISBN 978-0-14-101794-5.

## 外部連結
- Gralon.net （页面存档备份，存于）
- Timeless Myths – City of Ys （页面存档备份，存于）